# کارلا گالو
کارلا گالو (انگلیسی: Carla Gallo؛ زادهٔ ۲۴ ژوئن ۱۹۷۵) یک هنرپیشه اهل ایالات متحده آمریکا است. وی از سال ۱۹۹۴ میلادی تاکنون مشغول فعالیت بوده‌است. او فارغ‌التحصیل دانشگاه کرنل است.

## فیلم‌شناسی
- زندگی جنسی (۲۰۰۴)
- باکره چهل‌ساله (۲۰۰۵)
- مأموریت: غیرممکن ۳ (۲۰۰۶)
- خیلی بد (۲۰۰۷)
- مادر و فرزند (۲۰۰۹)
- ما باغ وحش خریدیم (۲۰۱۱)
- پروژه پنج (۲۰۱۱)
- همسایه‌ها (۲۰۱۴)
- همسایه‌ها ۲: انجمن خواهری برمی‌خیزد (۲۰۱۶)
- رفتار بی‌‌فایده و احمقانه (۲۰۱۸)
- چهار روز خوب (۲۰۲۰)

### تلویزیون
- نظم و قانون (۱۹۹۹)
- دو دختر ورشکسته (۲۰۱۱)
- استخوان‌ها (۲۰۱۷–۲۰۰۸)